# 川里信弘
川里信弘（かわさと のぶひろ）は日本のアマチュア天文家である。
小惑星番号4100番の朱美子を始め、IAUの天文台コード877の東京都奥多摩町や376の山梨県上野原町、静岡県清水市の大平観測所において、1988年以降2000年にかけて計149個の小惑星を発見した。うち18個は捜索初期における奥多摩での日置努との共同発見である。ほかに77年間行方不明になっていた(724) ハパクを再発見した功績でも知られる。
カール・ラインムートが1953年8月11日に発見した4910番の小惑星川里は彼の名前にちなむ。